# Поглед са Ајфеловог торња
Поглед са Ајфеловог торња је српски филм из 2005. године. Режисер филма је Никола Вукчевић, који је написао и сценарио заједно са Ирином Кикић Стојковић.
Филм је премијерно приказан 5. августа 2005. године на Филмском фестивалу у Херцег Новом.
Филм је базиран на веома популарном роману Загрепчанка.

## Радња
"Поглед са Ајфеловог торња" је  прича о младима који траже смисао одрастања и живљења у Црној Гори. Прича о младом уметнику, вајару Вањи, који сања о Паризу и погледу са Ајфеловог торња, који је за њега метафора срећнијег живота, поштовања, части, цивилизацијских достигнућа. Поред Вање, главна јунакиња је и Маријана, девојка од 25 година, богата студенткиња медицине. Њих двоје су из различитих социјалних и културних група и љубав која се међу њима рађа предмет је оспоравања међу Маријаниним и Вањиним породицама и пријатељима.
Траума коју је Маријана доживела као млада девојка обележила ју је за цели живот. У њој постоје два света: свет у којем је присиљена живети и свет у којем се освећује оцу који није ништа предузео како би је заштитио од његовог шефа који је и узрок Маријанине трауме.
Маријана је лепа и богата двадесетпетогодишња девојка. Када је имала 16 година, кратка љубавна афера са шефом њеног оца претворила се у трауму. Маријанин отац који је гинеколог, тада није урадио ништа да заштити своју ћерку, и за то ћутање и дискрецију добио је од свог шефа прилику за брзо напредовање и учествовање у скупим илегалним абортусима. Поред тога, добио је и Маријанину мржњу за сва времена.
Десет година после свега, Маријанина породица је богата и успешна, а њен отац је гинеколог који сарађује с многим приватним клиникама и има специјалну клијентелу. Маријана је постала лепа и привлачна девојка која студира медицину. Свом оцу се свети тако што се проституише, искључиво с његовим колегама, не би ли то угрозило очеву репутацију јер сматра да је то једини могући начин за освету. Али када упозна Вању, у кога се заљубљује тада престаје са својом осветом.
Два света - свет проституције и освете на једној страни и свет Вање и љубави на другој - неће моћи живети заједно. Долази до сукоба с могућностима за настанак још тежих последица.

## Улоге
| Глумац                  | Улога                    |
| ----------------------- | ------------------------ |
| Бранислав Трифуновић    | Вања                     |
| Марија Вицковић         | Маријана                 |
| Андрија Милошевић       | Ђука                     |
| Светозар Цветковић      | Маријанин отац           |
| Драгана Мркић           | Маријанина мајка         |
| Дарко Рундек            | Доктор                   |
| Ирфан Менсур            | Доктор Вукан             |
| Игор Лазић Ниггор       | Наркоман                 |
| Сергеј Трифуновић       | Човек са ногама у лавору |
| Петар Божовић           | Говорник на сахрани      |
| Лена Богдановић         |                          |
| Дубравка Вукотић Дракић |                          |
| Варја Ђукић             |                          |